# Polgár Csaba (színművész)
Polgár Csaba (Szikszó, 1982. március 18. –) Junior Prima-díjas magyar színművész, rendező.

## Élete
Négyéves koráig családjával Hernádvécsén élt, majd Nádudvarra költöztek. 2001-ben érettségizett a debreceni Ady Endre Gimnáziumban. Érettségi után az Új Színház stúdiójában tanult két éven keresztül. 2003-ban nyert felvételt a Színház- és Filmművészeti Egyetem Ascher Tamás és Novák Eszter vezette zenés színész osztályába. 
A 2007-es diplomaszerzést követően az Örkény Színházban kap szerződést, melynek azóta is tagja. Az egyetem elvégzése után egykori osztálytársaival megalapítja a HOPPart Társulatot.
2025-től az Örkény Színház művészeti vezetője.

### Családja
Házastársa Izsák Lili, egy lányuk és egy fiuk 

## Szerepei

### Ódry Színpad
- Brecht: K.mama (Szakács)
- Csokonai Vitéz Mihály: Karnyóné (Tipptopp)
- Bernstein – Sondheim: West Side Story (Riff)
- Rado – Ragni: Hair
- Mozart – Schikaneder: A varázsfuvola
- Örkény: Túl vagy a nehezén, most jön a neheze
- Garaczi László: Csodálatos vadállatok (Tamás)

### Katona József Színház
(egyetemistanként)
- Goldoni: A karnevál utolsó éjszakája (Cosmo)
- Ibsen: A vadkacsa (Pincér)

### Örkény Színház
- Kárpáti Péter: Búvárszínház (Nagy Endre)
- Molière: A mizantróp (Phillinte)
- Feydeau: A hülyéje (Rédillon)
- Crouch- McDermott: Jógyerekek képeskönyve (Hennike)
- Kleist: Homburg herceg (Hohenzollern gróf)
- Örkény: Macskajáték (Józsi)
- Brecht: Arturo Ui feltartóztatható felemelkedése (Emanuele Giri, gengszter; Goodwill úr)
- Ödön von Horváth: Kasimir és Karoline (Kasimir)
- Kaurismäki: Bohémélet (Pincér; Piperkőc férfi; Autóbontós; Rendőr; stb...)
- Tasnádi- Várady- Dömötör: Kihagyhatatlan
- Bergman: Dúl-fúl, és elnémul (Johan Egerman, docens; Petrus Landahl, kézimunkatanár
- Dürrenmatt: János király (Falconbridge Fülöp, a Fattyú)
- Miller: Pillantás a hídról (Rodolpho)
- Pierre Notte: Két néni, ha megindul (Charles Aznavour imitátor)
- Jelinek: Mi történt, miután Nóra elhagyta a férjét, avagy a társaságok támasza (Előmunkás)
- Ibsen: Peer Gynt (Peer Gynt)
- Szigligeti- Mohácsi-testvérek: Liliomfi (Liliomfi)
- Heinrich Mann: A Kék Angyal (Lohmann, diák; Edit, az ügyész felesége; Helga, széplány
- Shakespeare: Hamlet (Hamlet)
- Thomas Mann: József és testvérei (fiatal Jákob, érett József)
- Závada Pál: A KERTÉSZ UTCAI SHAXPEARE-MOSÓ (Mercutio)

### HOPPart Társulat
- Tovább is van... (Meseirtó; Kasnúr; Pap)
- Thorp- McTiernan: Halálkemény
- Kárpáti Péter: Szörprájzparti (Nyúl)
- Máthé Zsolt: "Eljövök érted" – a kezdet
- Watkins- Kander- Ebb: Chicago

## Rendezései
- Shakespeare: Korijolánusz
- Dorst: Merlin, avagy Isten, Haza, Család
- Kottavető, avagy fejjel a hangfalnak
- Molnár Ferenc: A hattyú (2018)[8]

## Film- és televíziós szerepei
- Komoly dolgok (2010) – fotográfus
- Aranyélet (2016) – Isti
- Remélem legközelebb sikerül meghalnod :-) (2018) – Csababá
- Az Úr hangja (2018) – Péter
- Cicaverzum (2023) – Mihály
- Sünvadászat (2025) – Tamás

## Cd-k, hangoskönyvek
- Hermann Hesse – Demian

## Díjai
- Junior Prima díj (2011)
- Mensáros László-díj (2012)
- Pünkösti Andor-díj (2014, 2023)[9]